# Générations de réacteurs nucléaires

Générations de réacteurs nucléaires en 2011 (illustration d'après le Forum Génération IV et le CEA).

Les générations de réacteurs nucléaires, au nombre de quatre, correspondent à des niveaux croissants de maturités de conception, de technologie et de sûreté des réacteurs nucléaires dans le monde. Chaque génération est également associée à une période de déploiement à l’échelle industrielle. Ces générations ont été définies par le Forum international Génération IV en 2001.
Les générations de réacteurs nucléaires sont distinctes des filières de réacteurs nucléaires, qui correspondent aux différentes technologies de réacteurs à fission nucléaire : réacteur à eau pressurisée, réacteur à eau bouillante, réacteur à eau lourde, réacteur refroidi au gaz, réacteur à neutrons rapides, etc.

## Chronologie des générations
La chronologie de déploiement des générations est la suivante.
La génération I comprend les réacteurs mis au point dans les années 1950-1960 et entrés en service avant les années 1970. Ces réacteurs devaient faire la démonstration du potentiel civil de la fission nucléaire, notamment pour la production d'électricité. Ils sont généralement de puissance faible à modérée, de l'ordre de quelques centaines de mégawatts, et sont de nombreuses filières nucléaires différentes.
La génération II voit l'apparition de réacteurs de forte puissance, de l'ordre de 1 000 MW, de sûreté améliorée et construits entre 1970 et la fin du XXe siècle. La majorité des réacteurs actuellement en exploitation dans le monde sont de génération II et sont principalement des réacteurs à eau pressurisée (REP) ou des réacteurs à eau bouillante (REB).
Les générations III et III+ comprennent des réacteurs de forte puissance, de l'ordre de 1 000 MW, déployés à partir du début du XXIe siècle. Les réacteurs de génération III sont conçus à partir des années 1980-1990 après la catastrophe nucléaire de Tchernobyl ; les réacteurs de génération III+ sont développés dans les années 2000/2010 et intègrent de plus le retour d'expérience de l'accident nucléaire de Fukushima. L’accent est mis sur un renforcement de la sûreté, notamment en situation accidentelle (limitation des impacts sur l'environnement), ainsi que sur la résistance aux agressions externes. La majeure partie des réacteurs nucléaires en cours de construction dans le monde sont de génération III ou III+. Ils appartiennent tous à la filière des REP.
La génération IV regroupe les réacteurs en cours de conception, qui appartiennent à six grandes filières définies par le Forum international Génération IV (voir section ci-après). Ils pourraient entrer en service à l'horizon 2030.

## Génération I
La génération I comprend les premiers réacteurs expérimentaux et industriels, construits avant 1970,. L'enrichissement de l'uranium n'étant pas encore développé, la majorité de ces réacteurs utilisaient de l'uranium naturel comme combustible nucléaire. Plusieurs filières de réacteurs nucléaires ont été testé par différents pays :

### Magnox
La filière des réacteurs Magnox (uranium naturel, modéré au graphite et refroidi au gaz carbonique) compte 26 réacteurs construits au Royaume Uni entre 1953 à 1971. Le dernier réacteur Magnox, Wylfa-1, a été arrêté le 20 décembre 2015.
Un exemplaire a été exporté au Japon, le réacteur no 1 de la centrale de Tōkai, et un autre en Italie à la centrale nucléaire de Latina.

### Uranium naturel graphite gaz (UNGG)
La filière des réacteurs UNGG (Uranium naturel graphite gaz) a été développée en France des années 1950 jusqu'en 1994, date d'arrêt du dernier réacteur Bugey-1. Au total neuf réacteurs ont été construits en France. Cette filière a été abandonnée par EDF au profit de la filière américaine des réacteurs à eau pressurisée (REP) pour la construction du parc nucléaire français de deuxième génération.
Un exemplaire à visée électrogène a été exporté en Espagne, le réacteur no 1 de la centrale nucléaire de Vandellos, et un autre, à visée militaire, en Israël à la centrale nucléaire de Dimona, pour production du plutonium de qualité militaire.

### Réacteurs à eau pressurisée (REP)
Les réacteurs à eau pressurisée (REP) sont des réacteurs modérés et refroidis à l'eau légère. Les REP de première génération sont notamment représentés par les premiers réacteurs VVER-440 soviétiques : les réacteurs expérimentaux VVER-70, VVER-210 et VVER-365,, et le modèle de série VVER-440/V230 (16 réacteurs construits). Ces réacteurs sont généralement considérés par les pays occidentaux comme ayant un niveau de sûreté insuffisant. C'est sur ce modèle qu'une version à la sûreté améliorée a été développé, le VVER-440/V213, qui appartient à la génération II.
Les quatre derniers réacteurs de première génération encore en fonctionnement en 2024 sont des réacteurs soviétiques de modèle VVER-440/V230. Il s'agit du réacteur no 2 de la centrale nucléaire arménienne de Metsamor (modèle V270, dérivé du V230 et ayant une résistance antisismique augmentée), des réacteurs no 1 et 2 de la centrale russe de Kola, et du réacteur no 4 de la centrale russe de Novovoronej (modèle V179, prototype du V230).

### Réacteur à eau lourde refroidi au gaz (HWGCR)
Les réacteur à eau lourde refroidi au gaz (HWGCR) fonctionnent à l'uranium naturel, sont modérés à l'eau lourde et refroidis au gaz carbonique. Trois exemplaires ont été construits en France : EL1, aussi appelé pile Zoé, première pile atomique française ; EL2, au Centre CEA de Saclay, en fonctionnement de 1952 à 1965 (les difficultés rencontrées sur ce réacteur ont contribué à orienter les programmes du CEA vers des réacteurs UNGG) ; et EL4 à la centrale nucléaire de Brennilis, réacteur expérimental exploité de 1967 à 1985.
Un réacteur de cette filière a été mis en service en Suisse en 1968 dans la centrale nucléaire de Lucens. Il fonctionne jusqu'en 1969, avant d'être fermé définitivement à la suite d'un accident en janvier 1969 (fusion partielle du cœur du réacteur, accident classé au niveau 4 de l'échelle INES). De même, un réacteur de cette filière et de conception Soviétique, a fonctionné pendant trois ans à la centrale nucléaire slovaque de Bohunice entre 1974 et 1977. Il a été définitivement arrêté en 1978 à la suite d'un accident survenu en février 1977 (classé INES 4).

### Réacteur à eau bouillante (REB)
Les réacteur à eau bouillante (REB) sont modérés et refroidis à l'eau légère. Cette filière est développée aux États-Unis par General Electric (GE) et une première unité commerciale est construite à la centrale d'Humboldt Bay en Californie,.

## Génération II
La génération II comprend les réacteurs industriels construits entre 1970 et 1998, dont la plupart sont encore en service dans les années 2020. Ils sont en majorité de la filière des réacteurs à eau pressurisée, REP (ou Pressurized Water Reactor, PWR)  :
- réacteur à eau pressurisée (REP ou PWR) comme tous les réacteurs français (de modèle CPY, P4/P'4 ou N4), américains et certains réacteurs VVER de conception soviétique puis russe ;
- réacteur à eau bouillante (REB), développés en Allemagne, en Espagne, en Suède, en Suisse, en Finlande, au Mexique et au Japon,
- réacteur à eau lourde pressurisée (PHWR), comme les réacteur CANDU canadiens, roumains et indiens ;
- réacteur avancé refroidi au gaz (AGR), développés au Royaume-Uni ;
- réacteur de grande puissance à tubes de force (RBMK), réacteurs à eau bouillante et modérés au graphite, de conception soviétique.

## Générations III et III+
La génération III regroupe les réacteurs conçus à partir des années 1990 et qui prennent en compte le retour d'expérience des précédentes générations (plus de 12 000 années-réacteur d'exploitation), ainsi que des enseignements de la catastrophe nucléaire de Tchernobyl,. Des réacteurs de « génération III+ » sont développés dans les années 2010/2020, qui intègrent le retour d'expérience de l'accident nucléaire de Fukushima,.

### Modèles de réacteurs construits
Après le développement de plusieurs modèles de réacteurs de génération III puis III+ par plusieurs entreprises, seuls sept grands modèles de réacteurs ont été construits. Six appartiennent à la filière des réacteurs à eau pressurisée (REP) et le septième à la filière des réacteurs à eau bouillante (REB) :
- l'EPR, initialement développé par la coentreprise franco-allemande NPI (consortium Areva/Siemens), puis depuis 2011 par EDF et Framatome. Deux autres réacteurs nucléaires sont dérivés de l'EPR et développés par Edvance (coentreprise EDF/Framatome) : l'EPR2 et sa version de moindre puissance l'EPR1200[20] ;
- l'APR1400, développé par le sud-coréen KEPCO, ainsi que sa version de moindre puissance l'APR1000[21] ;
- l'AP1000, développé par l'américain Westinghouse. Deux autres réacteurs nucléaires sont dérivés de l'AP1000 et développés par Westinghouse et l'entreprise chinoise CNNC : le CAP1000, qui est une version sinisée de même puissance, et le CAP1400, version sinisée de plus forte puissance[22],[23] ;
- le VVER-1000 modèles V428, V412 et V446, le VVER-1200 et le VVER-TOI, tous développés par le russe Rosatom. Le VVER-1200 est une version de génération III+ du VVER-1000 de génération III. Le VVER-TOI est une version de plus forte puissance du VVER-1200[24] ;
- le Hualong-one, développé par les chinois CNNC et CGNPC. Une version optimisée et de plus forte puissance est en cours de développement par CNNC, le Hualong-two[23] ;
- l'ACPR-1000, développé par le chinois CGNPC. Seuls quatre exemplaires ont été construits en Chine dans les années 2010, avant le développement du réacteur Hualong-one[23] ;
- l'ABWR, réacteur à eau bouillante conçu par General Electric, Hitachi et Toshiba[25]. Quatre réacteurs ont été construits au Japon et deux autres y sont en construction.

La plupart des réacteurs de génération III/III+ ont subi des retards de construction : 16 des 18 réacteurs en construction en 2015 (quatre EPR, huit AP1000 et six VVER-1200) subissent des retards de un à quatre ans par rapport à leur planning de construction, ce qui est, de façon plus générale, le cas des trois quarts des 67 réacteurs en construction dans le monde. Les causes évoquées combinent des problèmes de conception, une pénurie de main d’œuvre qualifiée, des contrôles qualité insuffisants, ou des défauts de planification.
Le premier réacteur REP de génération III mis en service dans le monde est le réacteur no 1 de la centrale chinoise de Tianwan, de modèle VVER-1000/V428, le 17 mai 2007, et pour la génération III+ le réacteur Novovoronezh II-1 de modèle VVER-1200, le 27 février 2017.
|                                  | France                            | France                  | France                  | Russie                      | Russie                                                     | Russie     | Corée du Sud                             | Corée du Sud                                   | États-Unis               | Chine             | Chine             | Chine       | Chine                  |
| EPR                              | EPR2                              | EPR1200                 | VVER-1000               | VVER-1200                   | VVER-TOI                                                   | APR1400    | APR1000                                  | AP1000                                         | CAP1000                  | CAP1400           | ACPR-1000         | Hualong-one |                        |
| -------------------------------- | --------------------------------- | ----------------------- | ----------------------- | --------------------------- | ---------------------------------------------------------- | ---------- | ---------------------------------------- | ---------------------------------------------- | ------------------------ | ----------------- | ----------------- | ----------- | ---------------------- |
| Société                          | NPI (Areva/Siemens)               | Edvance (EDF/Framatome) | Edvance (EDF/Framatome) | Rosatom                     | Rosatom                                                    | Rosatom    | KEPCO                                    | KEPCO                                          | Westinghouse             | CNNC/Westinghouse | CNNC/Westinghouse | CGNPC       | CNNC/CGNPC             |
| Puissance thermique              | 4 500 MW                          | 4 590 MW                | 3 270 MW                | 3 000 MW                    | 3 200 MW                                                   | 3 300 MW   | 4 000 MW                                 | 2 850 MW                                       | 3 400 MW                 | 3 400 MW          | 4 600 MW          | 2 900 MW    | 3 100 MW               |
| Puissance nette                  | 1 650 MW                          | 1 670 MW                | 1 200 MW                | 1 000 MW                    | 1 100 MW                                                   | 1 200 MW   | 1 400 MW                                 | 1 000 MW                                       | 1 100 MW                 | 1 100 MW          | 1 500 MW          | 1 000 MW    | 1 100 MW               |
| Réacteurs opérationnels          | 2 (Chine) 1 (Finlande) 1 (France) | 0                       | 0                       | 4 (Chine) 2 (Inde) 1 (Iran) | 2 (Biélorussie) 4 (Russie)                                 | 0          | 4 (Corée du Sud) 4 (Émirats arabes unis) | 0                                              | 4 (Chine) 2 (États-Unis) | 0                 | 0                 | 4 (Chine)   | 3 (Chine) 2 (Pakistan) |
| Réacteurs en construction (pays) | 2 (Royaume-Uni)                   | 0                       | 0                       | 4 (Inde) 1 (Iran)           | 2 (Bangladesh) 4 (Chine) 4 (Égypte) 1 (Russie) 4 (Turquie) | 2 (Russie) | 2 (Corée du Sud)                         | 0                                              | 3 (Pologne) 10 (Ukraine) | 8 (Chine)         | 2 (Chine)         | 0           | 12 (Chine)             |
| Réacteurs en projet (pays)       | 2 (Royaume-Uni)                   | 6 à 14 (France)         | 2 ?(Slovénie)           | 0                           | 2 (Bangladesh) 2 (Hongrie) 1 (Russie)                      | 4 (Russie) | 2 (Corée du Sud) 2 (Pologne)             | 2 (Tchéquie), éventuellement 2 supplémentaires | 0                        | 1 (Chine)         | ?                 | 0           | 1 (Pakistan)           |

### Modèles de réacteurs non construits
Plusieurs modèles de réacteurs de générations III et III+ ont été développés, sans aboutir à des constructions. Ils appartiennent à trois filières : réacteur à eau pressurisée (REP), réacteur à eau bouillante (REB) et réacteur à eau lourde pressurisée (PHWR).

#### REB
Le réacteur ABWR II (pour Advance Boiling Water Reactor II) de 1 350 MWe, développé par la coentreprise GE Hitachi Nuclear Energy (GEH) et Toshiba ainsi que son évolution, le réacteur ESBWR (pour Economic Simplified Boiling Water Reactor), également développé par GEH et Toshiba, sont de type REB. Un petit réacteur modulaire (PRM) est développé par GEH à partir de l'ESBWR, le BWRX-300 de 300 MWe.
Le réacteur SWR-1000 de 1 250 MWe, renommé KERENA, est co-développé par Areva et l'énergéticien allemand E.ON,.

#### REP
Le réacteur ATMEA de 1 100 MWe est développé par Areva et Mitsubishi Heavy Industries.
Le réacteur APWR (pour Advanced Pressurized Water Reactor) de 1 700 MWe est développé par Mitsubishi.
Le réacteur CAREM argentin de 25 MWe s'apparente plus à un petit réacteur modulaire du fait de sa faible puissance.

#### PHWR
Les réacteurs ACR-1000 de 1 200 MWe et Enhanced CANDU 6 de 600 MWe, tous deux développés par Énergie atomique du Canada limitée.

## Génération IV
La génération IV comprend six filières de réacteurs à l’étude au sein du Forum international Génération IV, dont les premiers modèles pourraient entrer en service à l’horizon 2030.

### Forum international Génération IV
Le forum international Génération IV (Generation IV International Forum ou GIF) est une initiative du département de l'Énergie des États-Unis destinée à instaurer une coopération internationale dans le cadre du développement des systèmes nucléaires dits de quatrième génération.
En mars 2021, les pays et organisations internationales participants au projet Génération IV sont les États-Unis, le Canada, la Chine, le Japon, la Corée du Sud, l'Union européenne, la France, le Royaume-Uni, la Suisse, la Russie, l'Australie, le Brésil, l'Argentine et l'Afrique du Sud.

### Objectifs
Les objectifs attribués aux réacteurs de 4e génération sont :
- améliorer la sûreté nucléaire ;
- diminuer le risque de prolifération nucléaire en « brûlant » les stocks de plutonium (c'est-à-dire en utilisant le plutonium comme combustible nucléaire) ;
- minimiser les déchets nucléaires, en recyclant et transmutant les actinides issus des réactions nucléaires ;
- économiser l'utilisation des ressources naturelles ;
- diminuer les coûts de construction et d'exploitation des réacteurs nucléaires ;
- permettre d'autres usages que la production d'électricité, tels que la production d'hydrogène ou d'eau potable par dessalinisation, et la valorisation de la chaleur fatale (en général perdue, sur les générations I, II et III de centrales nucléaires).

Les trois modalités d'utilisation du combustible nucléaire par des réacteurs de génération IV peuvent être, :
- la surgénération, où le réacteur produit plus d'isotope fissile qu'il n'en consomme ;
- l'« incinération », où le réacteur consomme des déchets radioactifs à très longue durée de vie en les transmutant ;
- la fission « normale », mais avec utilisation de combustible uranium 238 (constituant plus de 99 % de l'uranium extrait des mines, mais non utilisable dans les réacteurs de générations précédentes) ; ou de combustible thorium (élément trois à quatre fois plus abondant que l'uranium).

En outre, sont évalués des projets de réacteurs sous-critiques (hybrides pilotés par accélérateur ou Rubbiatron), éventuellement consacrés à la transmutation[réf. souhaitée].

### Concepts de réacteurs retenus
La liste originelle de concepts de réacteur a été, dans une première phase, réduite aux plus prometteurs selon l'analyse réalisée dans le cadre du forum Génération IV. Six concepts ont été retenus in fine pour la phase de recherche et développement :
- réacteur à très haute température (VHTR pour Very High Temperature Reactor) ;
- réacteur à eau supercritique (RESC, ou SCWR pour SuperCritical Water Reactor) ;
- réacteur à sels fondus (RSF, ou MSR pour Molten Salt Reactor ) ;
- réacteur à neutrons rapides à caloporteur gaz (en) (RNR-gaz, ou GFR pour Gas-cooled Fast Reactor ) ;
- réacteur à neutrons rapides à caloporteur plomb (RNR-Pb, ou LFR pour Lead-cooled Fast Reactor) ;
- réacteur à neutrons rapides à caloporteur sodium (RNR-Na, ou SFR pour Sodium-cooled Fast Reactor).

Les réacteurs de technologie REP ou REB, constituant la quasi-totalité des réacteurs de deuxième et troisième générations en exploitation, sont exclus de cette génération.
Selon les concepts, des applications spécifiques peuvent être envisagées au-delà de la production d'énergie électrique : production d'hydrogène, combustion des actinides, transmutation, etc. Le Réacteur nucléaire piloté par accélérateur (ADS) n'a pas été retenu parmi les concepts, sa mise en service ne pouvant être envisagée à l'horizon 2030[réf. souhaitée].

#### Réacteur à très haute température

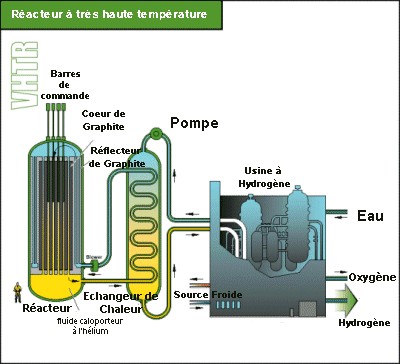
Réacteur à très haute température.

Le réacteur à très haute température (very high temperature reactor, VHTR) est constitué d'un cœur modéré au graphite. Un gaz caloporteur (hélium) y circule et entraîne une turbine selon un cycle direct pour la production électrique. Plusieurs combustibles fissiles sont envisageables (uranium, plutonium avec[C'est-à-dire ?] éventuellement des actinides mineurs), dans un arrangement prismatique ou à lit de boulets (pebble-bed). La température en sortie de cœur du concept est d'environ 1 000 °C.
La turbine peut être remplacée par un échangeur récupérant de la chaleur à très haute température (tHT) alimentant un procédé thermo-chimique (de type iode-soufre) pour la production de dihydrogène.
Des modélisations de cycle avec multi-recyclage ont été étudiées, mais la possibilité d'atteindre de hauts taux de combustion conduit à privilégier un cycle à stockage direct du combustible irradié. Dans certaines variantes du concept, les performances attendues de confinement du combustible de type TRISO permettraient de supprimer l'enceinte en béton du réacteur, ce qui serait économiquement favorable.

#### Réacteur à eau supercritique (RESC)

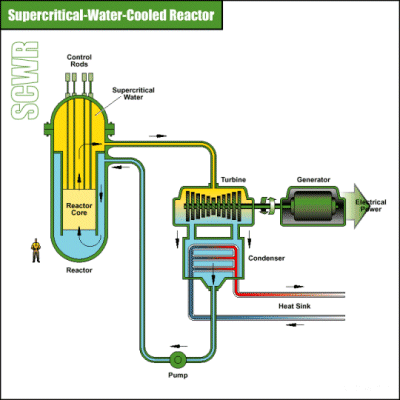
Réacteur à eau supercritique.

Le concept de réacteur à eau supercritique est une tentative de reprendre les meilleures caractéristiques des réacteurs à eau pressurisée (REP) et des réacteurs à eau bouillante (REB) du début des années 2000. C'est un réacteur à eau légère dont le caloporteur/modérateur est de l'eau supercritique à une température et à une pression de fonctionnement supérieures à celles des réacteurs déployés en 2006. Ce concept reprend donc le cycle direct du REB et la phase fluide unique du REP.
Il s'inspire aussi des chaudières à combustible fossile supercritiques, se démarquant par son efficacité thermodynamique améliorée (45 % comparés aux 33 % des REP actuellement déployés). Ce concept est largement étudié, au-delà des pays participant au Forum international Génération IV.
Il pourrait permettre une surgénération modérée, offrant ainsi l'accès à des réserves énergétiques environ cent fois plus grandes qu'en réacteurs actuels.

#### Réacteur à sels fondus (RSF)

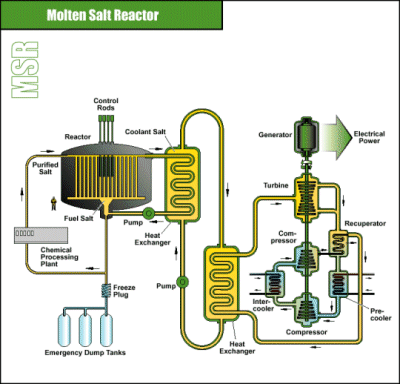
Réacteur à sels fondus.

Le réacteur nucléaire à sels fondus utilise le sel fondu comme caloporteur. De nombreuses variantes ont été étudiées et quelques prototypes construits. La plupart des concepts étudiés envisagent un combustible dissous au sein d'un sel fluoré circulant dans un cœur en graphite (qui modère les neutrons et assure la criticité). D'autres concepts reposent sur un combustible dispersé dans le graphite, le sel agissant en tant que modérateur. Des variantes innovantes associent au réacteur une usine de retraitement en ligne pour extraire en continu les produits de fission.

#### Réacteur rapide à caloporteur gaz (RNR-gaz)

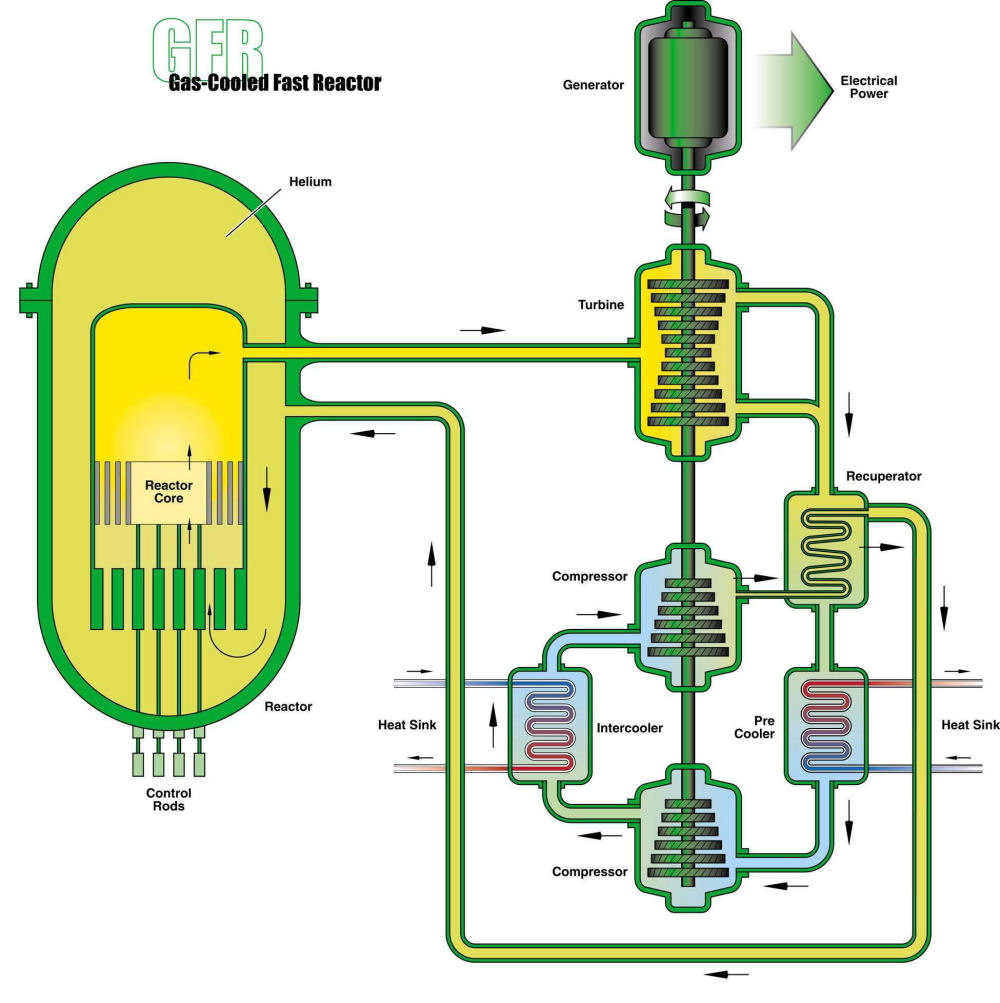
Réacteur rapide à caloporteur gaz.

Les concepts de réacteur rapide à caloporteur gaz reposent sur différentes configurations de combustible (crayons, plaques, prismatique), différentes formes physico-chimiques du combustible (notamment à base de céramique) et l'hélium comme caloporteur.
La température en sortie de cœur est d'environ 850 °C, la production électrique est réalisée par une turbine à gaz selon un cycle direct de Brayton qui assure une bonne efficacité.

#### Réacteur rapide à caloporteur plomb (RNR-Pb)

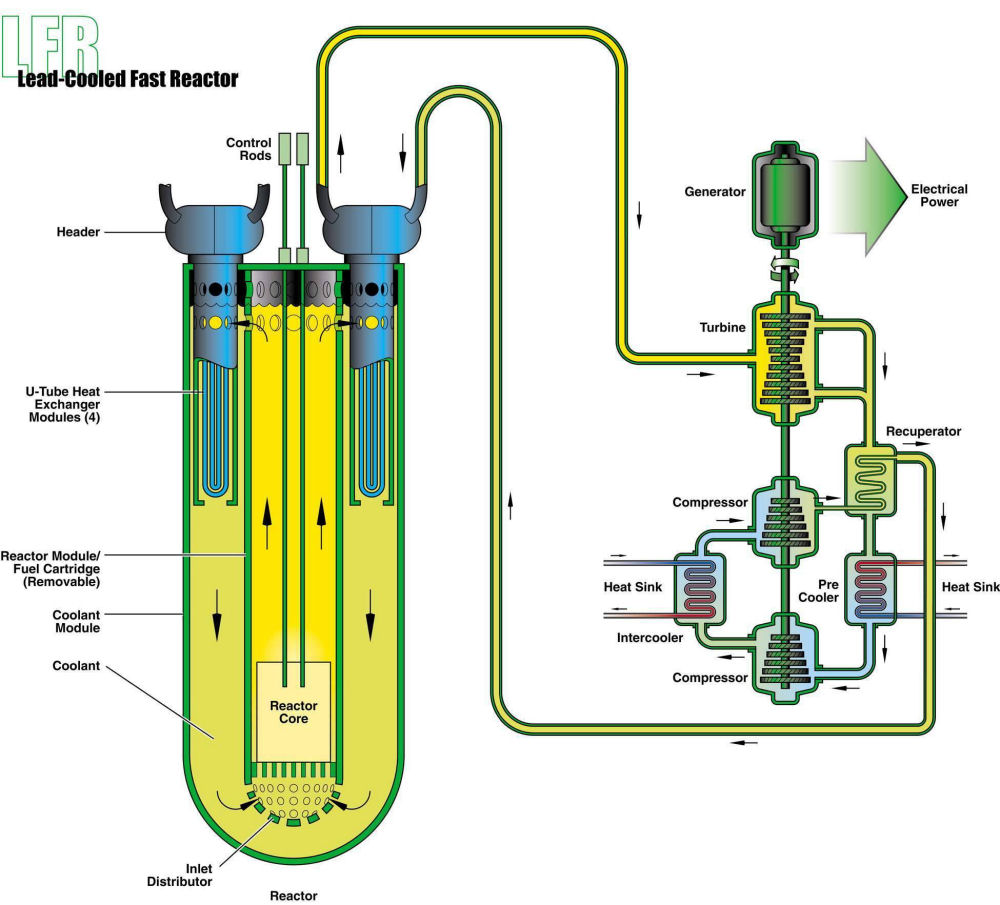
Réacteur rapide à caloporteur plomb.

Le concept de réacteur rapide à caloporteur plomb a connu un fort développement en URSS, notamment à travers le projet Brest-300 à Seversk. Le caloporteur est du plomb pur ou un eutectique plomb-bismuth, transparent aux neutrons rapides. Le combustible est métallique ou nitreux et peut contenir des transuraniens. La circulation du caloporteur dans le cœur se fait par convection naturelle. La température en sortie est de l'ordre de 550 °C, certaines variantes atteignant 800 °C.

#### Réacteur à neutrons rapides à caloporteur sodium (RNR-Na)

Réacteur rapide à caloporteur sodium.

Le concept de réacteur à neutrons rapides et caloporteur sodium a connu un fort développement et bénéficié d'un retour d'expérience notable, avant que le contre-choc pétrolier ne freine la recherche et développement dans l'énergie nucléaire. Dans sa version de référence, il repose sur un combustible de type oxyde à base d'uranium et de plutonium (MOX), additionné éventuellement d'actinides mineurs, le fluide caloporteur des circuits primaire et secondaire étant du sodium. Lors des opérations de démantèlement, l'étape de la vidange du sodium s'avère particulièrement délicate pour ce type de réacteur,.
Une quinzaine de réacteurs de ce type ont été construits dans le monde (dont en France le prototype Rapsodie et les deux réacteurs électrogènes Phénix et Superphénix). Fin 2018, seuls les BN-600 et BN-800 russes et le CEFR chinois restent opérationnels,. De nouveaux réacteurs sont en construction, notamment en Inde (Prototype Fast Breeder Reactor) et en Chine (réacteur CFR-600, prévu pour 2023). La France a travaillé quant à elle sur le projet Astrid jusqu'en 2019.

### Sûreté
L'état des maturités des six concepts de réacteurs de quatrième génération est fortement hétérogène et ils soulèvent tous, de façon variable, des questions de sûreté impliquant des travaux de recherche et des avancées technologiques par rapport aux réacteurs de mêmes types déjà exploités.

### Critiques évoquées
À la suite de l'accident nucléaire de Fukushima en 2011, la motivation des membres du Forum international Génération IV a baissé en raison du ralentissement de l'industrie nucléaire et de l'essor des énergies renouvelables dans le monde.
En 2006, le Réseau Sortir du nucléaire parle « d’échec » du réacteur prototype français Superphénix et conteste les aspects novateurs du projet Génération IV. Échec tout relatif car 41 % du temps il était à l'arrêt pour des raisons administratives, 19 % pour des réparations dont 60 % ne concernaient pas la chaudière nucléaire. Finalement il a fonctionné 40 % du temps, ce qui pour un prototype de cette taille était une prouesse technologique. Durant la seule année 1996, il a été couplé au réseau 245 jours et a été critique 265 jours, soit 95 % du temps hors arrêts programmés.

### Déploiement de la génération IV
En Russie, le réacteur à neutrons rapides BN-600 fonctionne depuis 1980. Un nouveau modèle, le BN-800, est entré en service depuis 2015, et d'autres sont en projet en Chine. En France, le réacteur Phénix (réacteur expérimental au sodium) a fonctionné durant 36 ans, de 1973 à 2010.
A posteriori, en France, les réacteurs Phénix et Superphénix peuvent être classés comme des prototypes de réacteurs de 4e génération. Leur réacteur successeur développé par le CEA, ASTRID, devait être une nouveau prototype de 600 MWe et viser une mise en service à l'horizon 2020,. Ce projet a finalement été abandonné en 2019 « au moins jusqu'à la deuxième moitié du siècle ».